# Geografia Szwajcarii

Położenie Szwajcarii

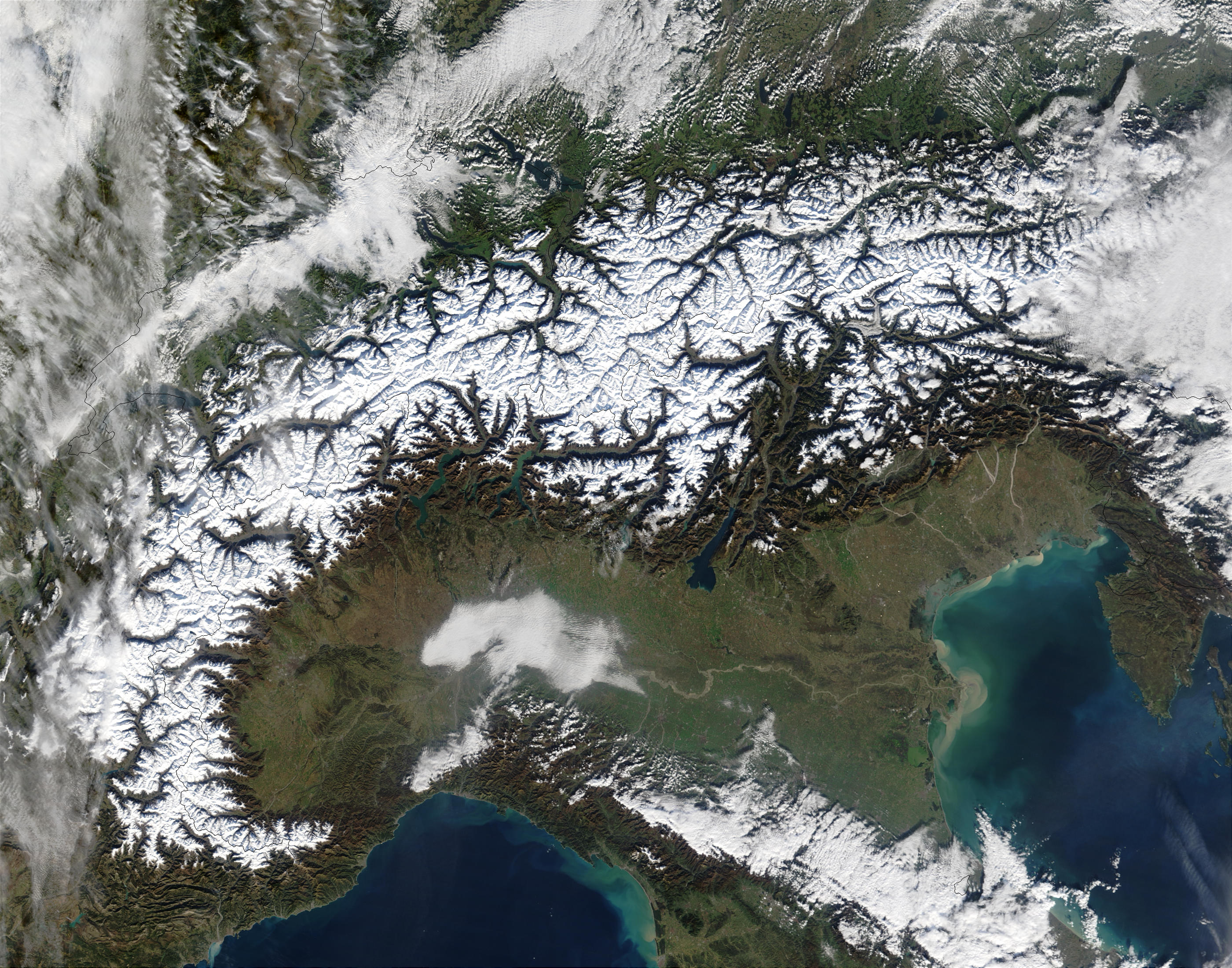
Szwajcaria – zdjęcie satelitarne

Mapa Szwajcarii

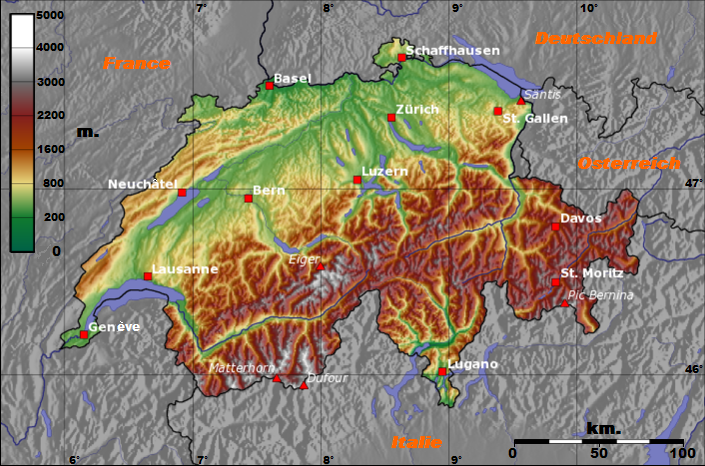
Mapa topograficzna Szwajcarii

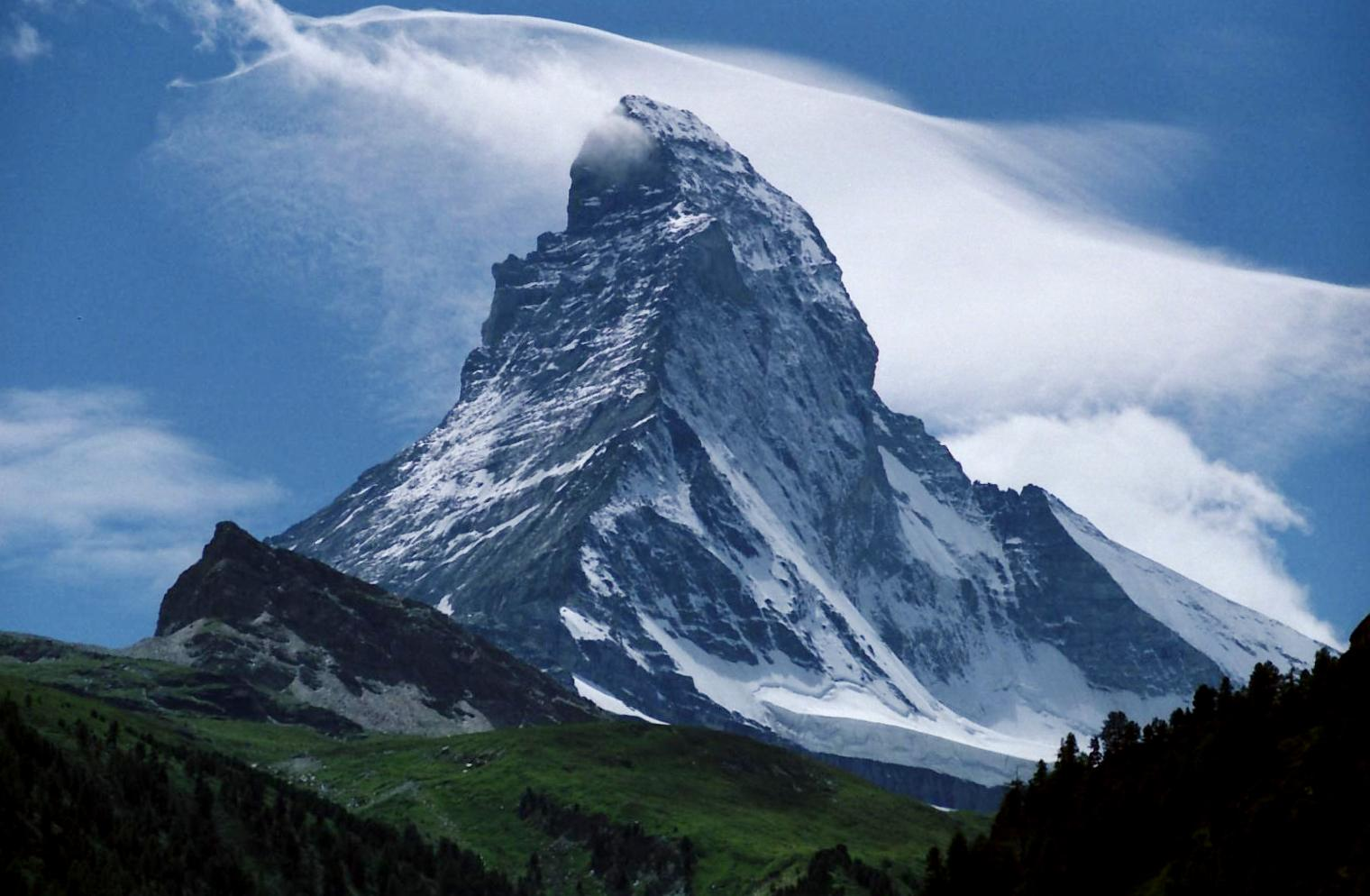
Matterhorn – symbol kraju

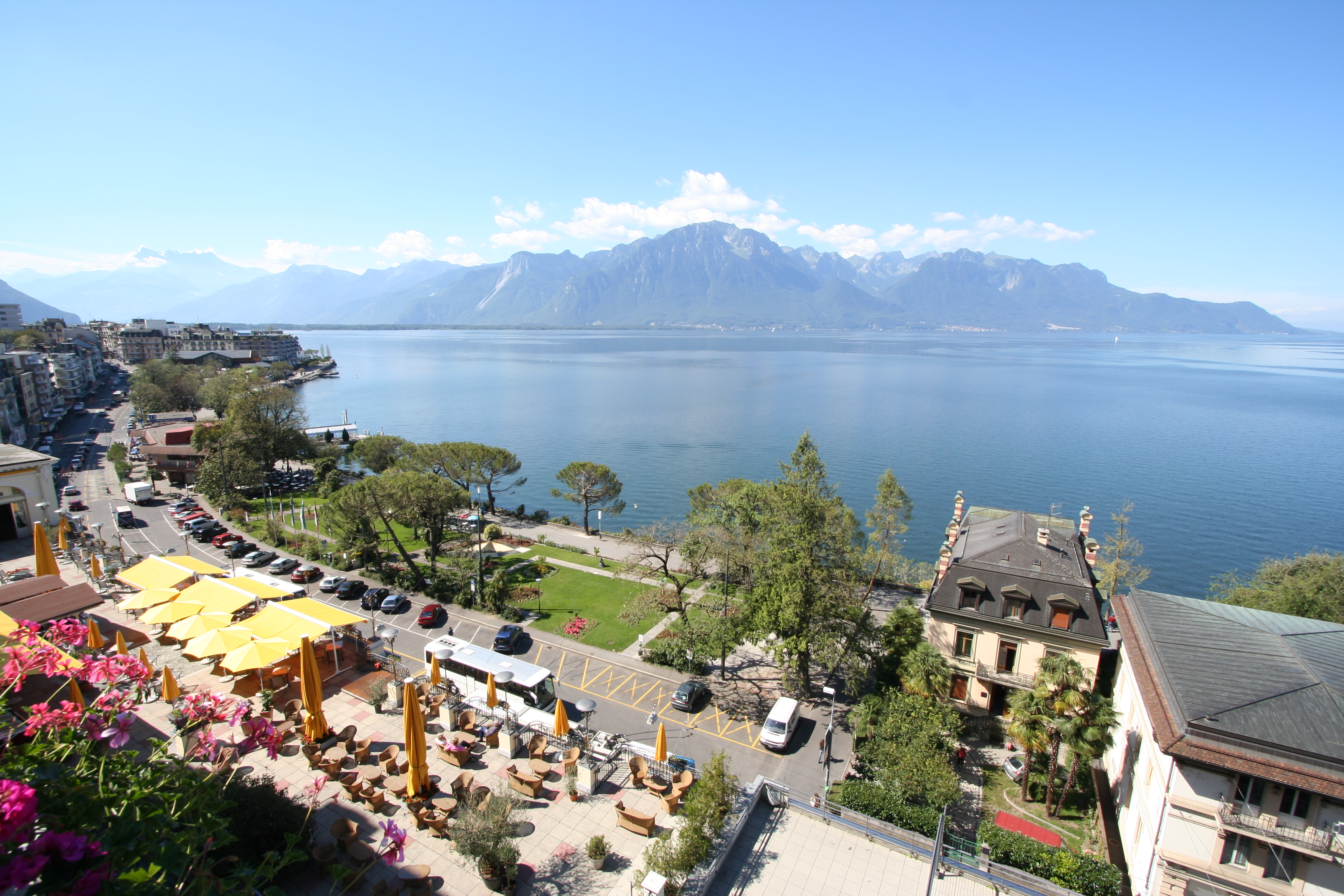
Widok na Jezioro Genewskie z Montreux

Geografia Szwajcarii – dziedzina nauki zajmująca się badaniem Szwajcarii pod względem geograficznym.
Szwajcaria to górzysto-wyżynny kraj, bez dostępu do morza, położony w Europie Zachodniej – jedno z najmniejszych państw Europy. Alpy zajmują południową, południowo-zachodnią i wschodnią część kraju. Na północ od Alp znajduje się Wyżyna Szwajcarska, gdzie skoncentrowana jest większość ludności Szwajcarii. 
W Szwajcarii obowiązują cztery języki urzędowe: niemiecki, którym posługuje się 63,7% populacji, francuski, którym mówi 20,4% populacji, włoski używany przez 6,5% populacji oraz język romansz, którym mówi 0,5% populacji. Na wschód od Berna (z wyjątkiem Ticino) przeważa język niemiecki. Na zachód od Berna przeważa język francuski. Język włoski jest najpowszechniejszym językiem w kantonie Ticino. Romansz, który wywodzi się z łaciny ludowej, najczęściej spotykany jest w kantonie Gryzonia.

## Położenie i powierzchnia
Szwajcaria leży w Alpach (60% powierzchni kraju zajmują Alpy ), na wschód od Francji i na północ od Włoch . Pod względem geopolitycznym zaliczana jest do Europy Zachodniej , chociaż w niektórych źródłach określana jest jako państwo środkowoeuropejskie  . Różnice te wynikają z faktu, że nie ma jednego przyjętego przez wszystkich podziału Europy. Według ONZ oraz National Geographic Szwajcaria leży w Europie Zachodniej. The World Factbook oraz Encyklopedia Britannica umiejscawiają ten kraj w Europie Środkowej. Szwajcaria należy także do regionu zwanego Mitteleuropa (niem. „Europa Środkowa”). Znaczenie tego ostatniego terminu ma charakter nie tylko geograficzny, ale także kulturalny i polityczny.
Powierzchnia kraju wynosi 41 277 km² (39 997 km² zajmuje ląd a 1280 km² wody) . Szwajcaria graniczy z pięcioma państwami  : 
| Państwo       | km   | Kantony                                                                         |
| ------------- | ---- | ------------------------------------------------------------------------------- |
| Włochy        | 698  | Valais, Ticino, Gryzonia                                                        |
| Francja       | 525  | Bazylea-Miasto, Bazylea-Okręg, Solura, Jura, Neuchâtel, Vaud, Genewa, Valais    |
| Niemcy        | 348  | Bazylea-Miasto, Bazylea-Okręg, Argowia, Zurych, Szafuza, Turgowia, Sankt Gallen |
| Austria       | 158  | Sankt Gallen, Gryzonia                                                          |
| Liechtenstein | 41   | Sankt Gallen, Gryzonia                                                          |
| Suma          | 1770 | wszystkie wymienione wyżej                                                      |

Szwajcaria nie ma dostępu do morza  , a jej największym zbiornikiem wodnym jest Jezioro Genewskie .

## Geologia
Jura
     Wyżyna Szwajcarska
     Alpy

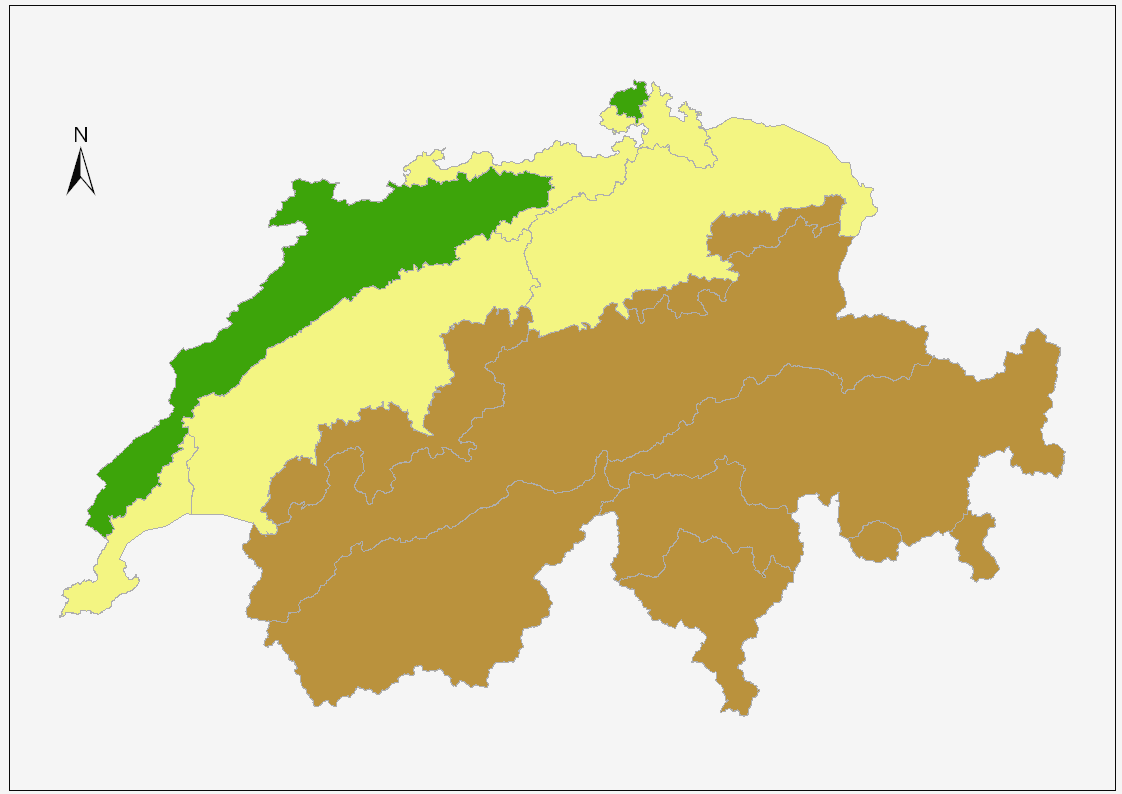
Trzy główne strefy:
Jura
Wyżyna Szwajcarska
Alpy

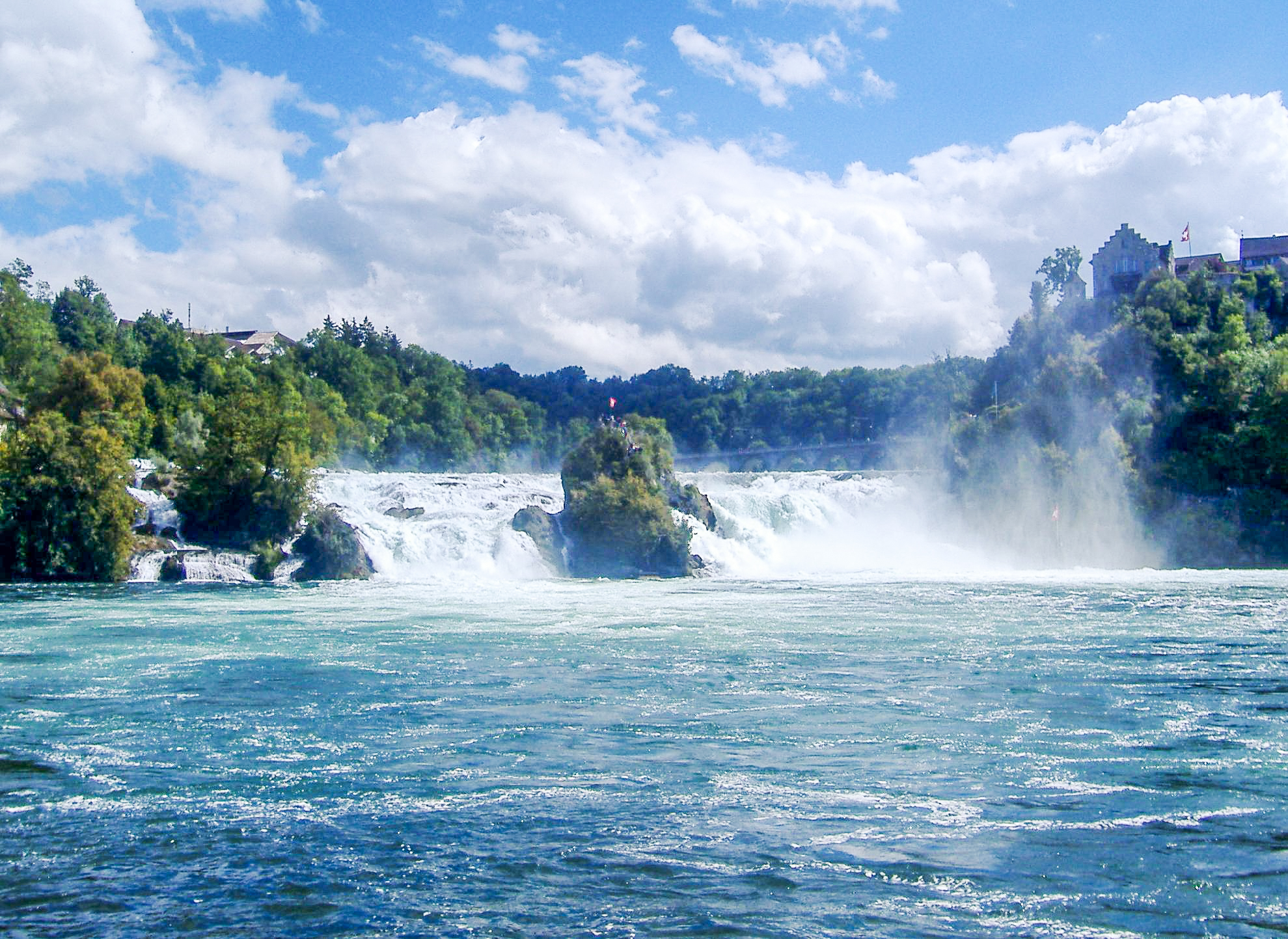
Wodospady na Renie (Rheinfall) w pobliżu Schaffhausen – największe wodospady w Europie

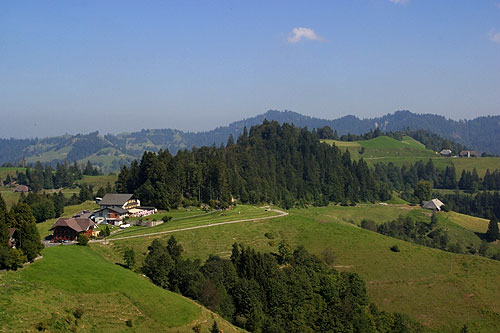
Wzgórza na południe od Berna

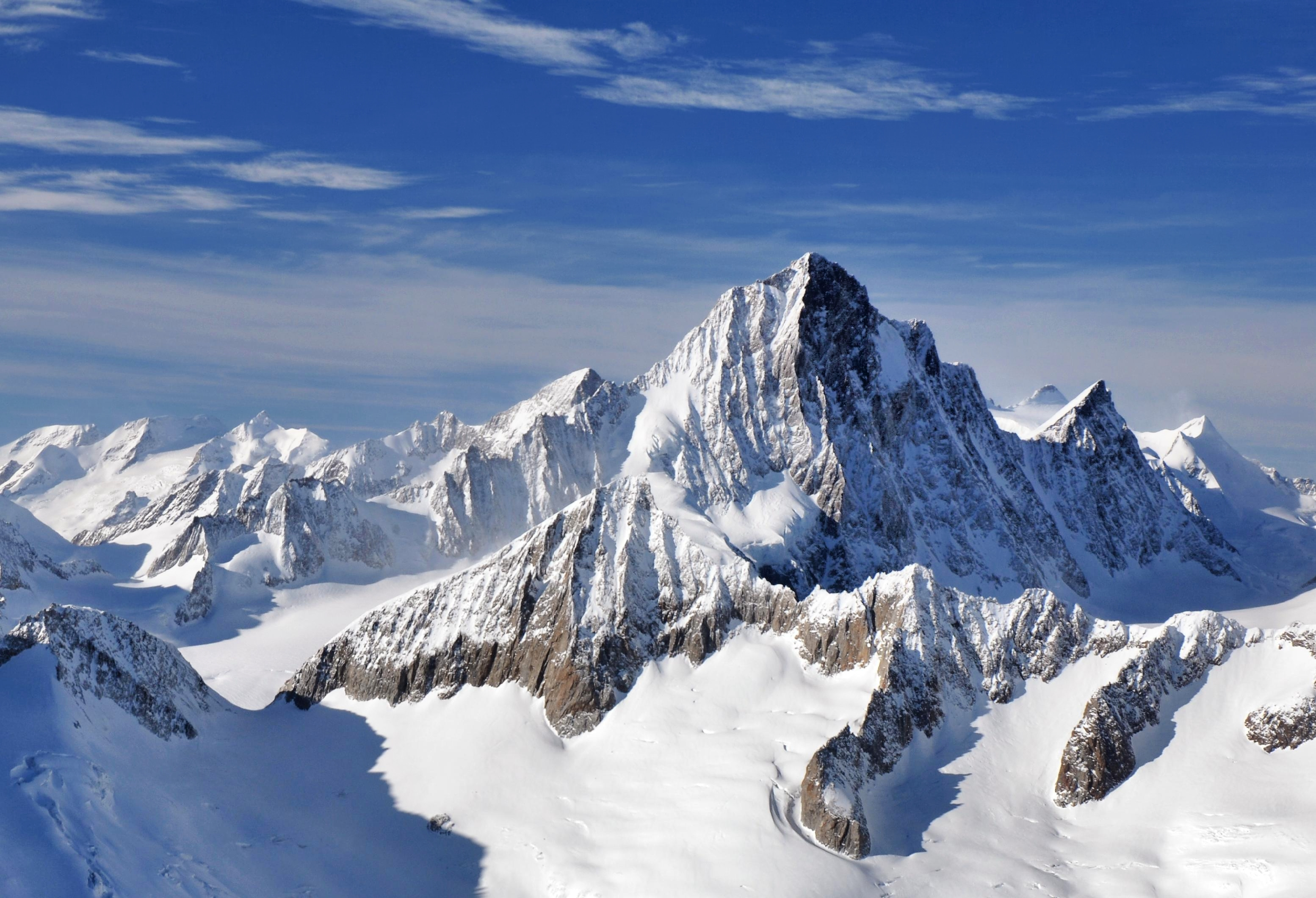
Finsteraarhorn – najwyższy szczyt kantonu Berno

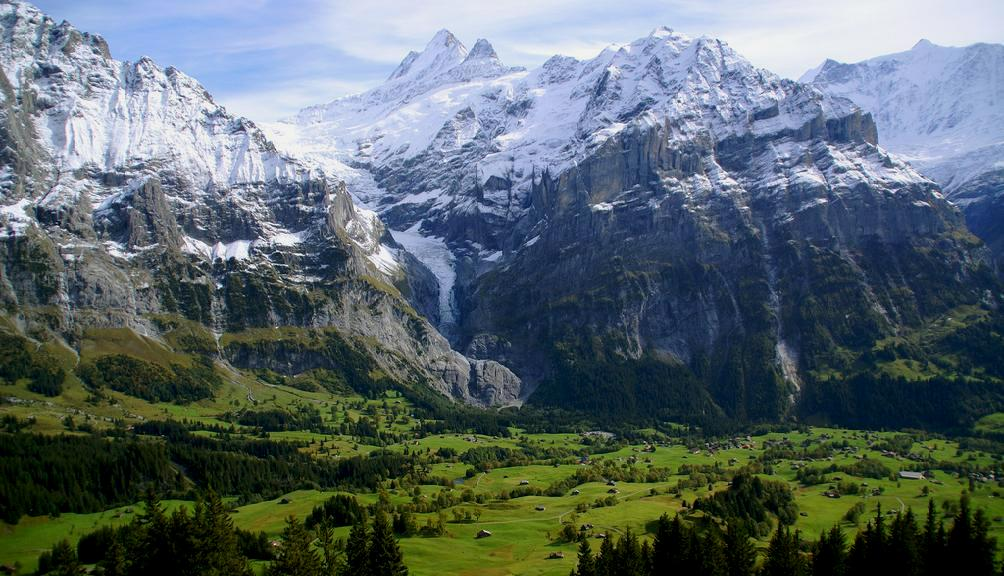
Alpy Berneńskie w okolicach Grindelwald

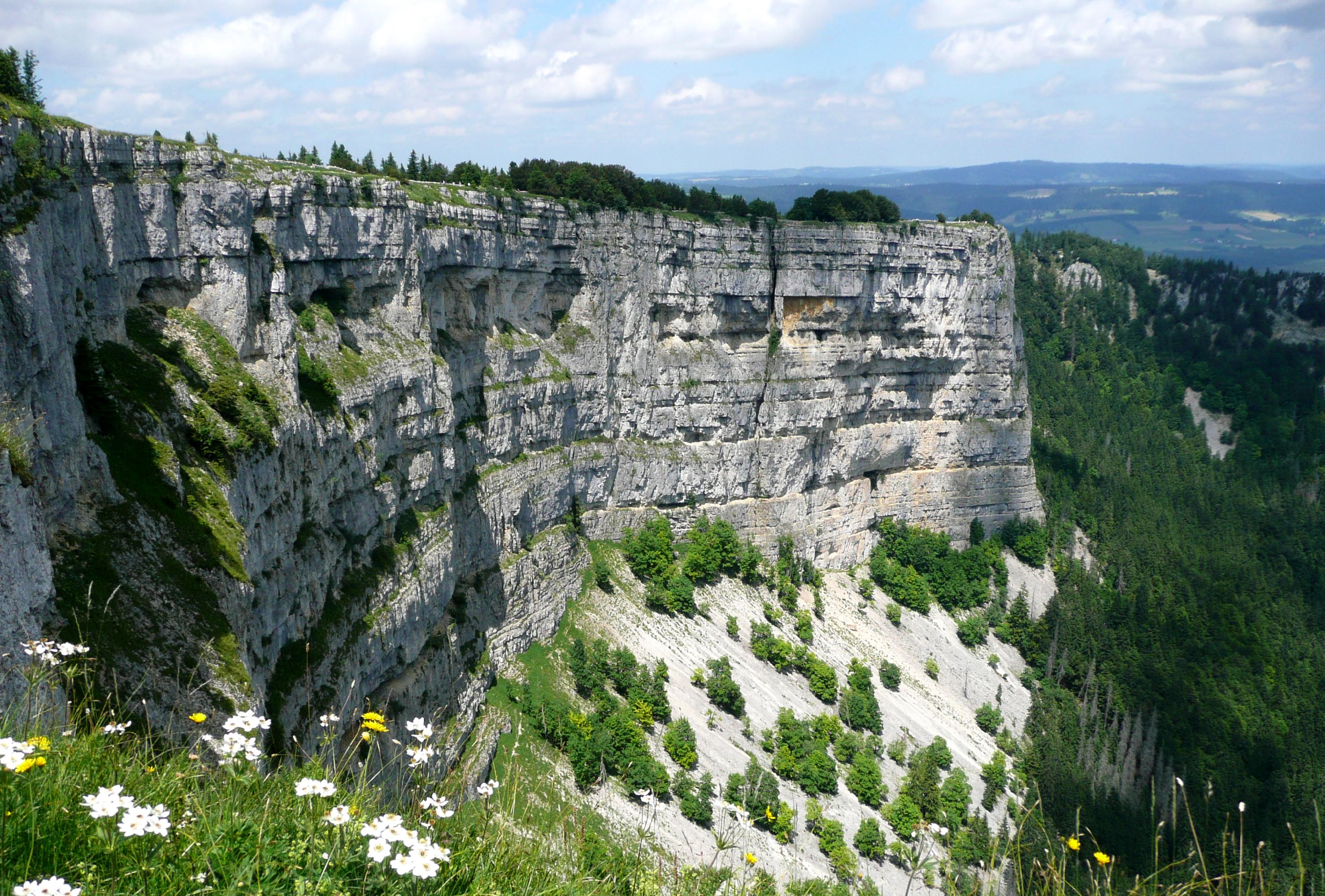
Creux du Van w kantonie Neuchatel

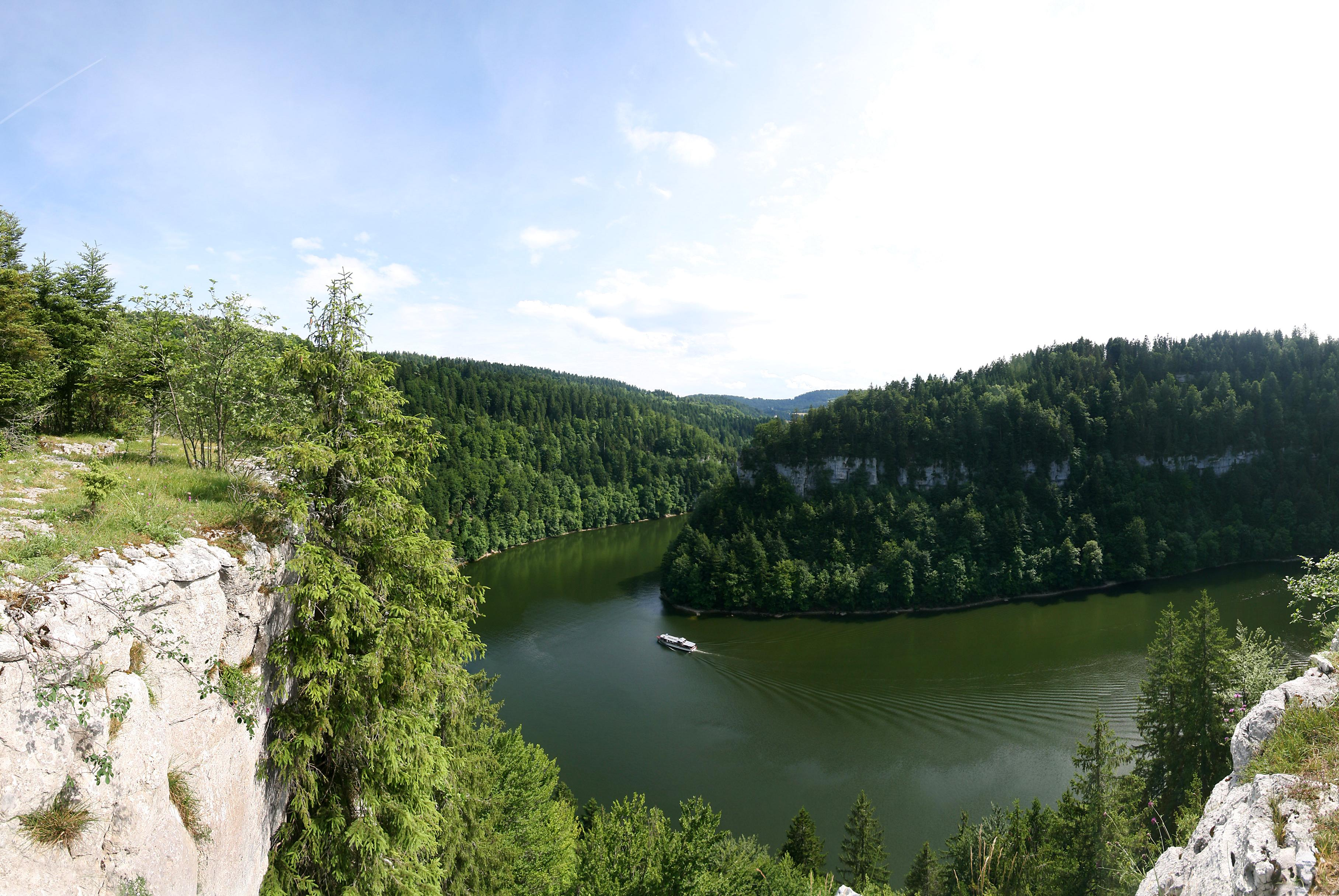
Rzeka Doubs

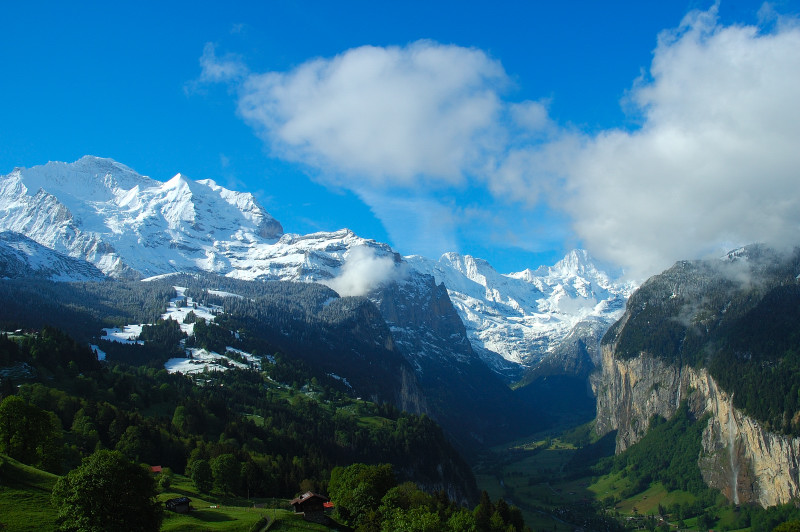
Dolina Lauterbrunnen

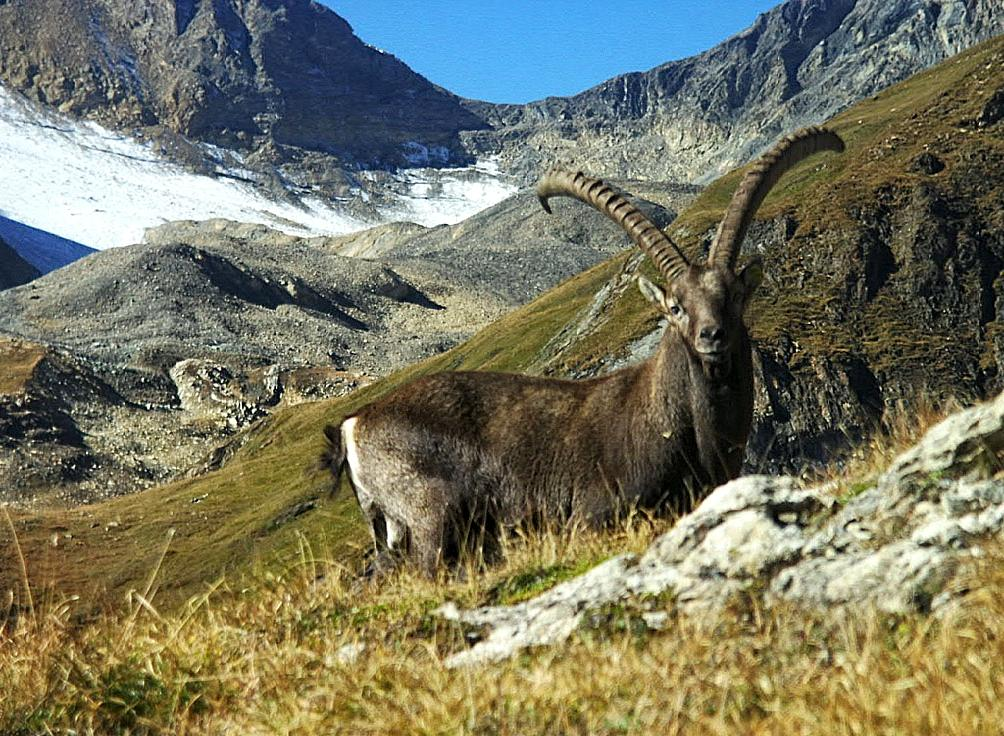
Koziorożec w dolinie Lötschental

Największy wpływ na obecne ukształtowanie terenu Szwajcarii miała orogeneza alpejska, podczas której powstały Alpy.
Krystaliczne podłoże uformowało się w paleozoiku, od 540 do 360 mln lat temu. Następnie między 205 a 96 mln lat temu uformował się między Eurazją a Afryką Ocean Tetydy. Ocean ten osiągnął swą maksymalną wielkość w kredzie, 135 mln lat temu. Kolizja między płytą eurazjatycką a afrykańską spowodowała stopniowe zanikanie tego oceanu. Proces kolizji tych płyt trwa do dziś. Wynikiem tego właśnie procesu jest wypiętrzenie się Alp. Wyżyna Szwajcarska zbudowana jest głównie z molasy, skały osadowej powstałej na dnie starego oceanu.
Szwajcaria leży w regionie dość spokojnym pod względem tektonicznym, chociaż w 1356 doszło tu do trzęsienia ziemi, na skutek którego całkowicie została zniszczona Bazylea. Było to największe zjawisko sejsmiczne w historii całej Europy Środkowej. Najbardziej aktywnym rejonem jest Nizina Górnoreńska.

## Trzy główne strefy
Szwajcaria podzielona jest na trzy główne strefy: Alpy, Wyżynę Szwajcarską i góry Jura . Każda z tych stref ma inny charakter geologiczny. Są jednak małe regiony niebędące częścią trzech wcześniej wspomnianych. Pierwszym jest rejon na północ od Renu, w rejonie Bazylei, za pasmem Jury. Drugi to rejon Mendrisio w Nizinie Padańskiej. Oba te wyjątki są jednak znacznie mniejsze powierzchniowo niż trzy główne.
Szwajcarskie Alpy zajmują południową część kraju. Zajmują one około 60%, Wyżyna Szwajcarska 30%, a Jura 10% powierzchni kraju .
Tereny Jury i Alp są bardzo rzadko zaludnione, z wyjątkiem niektórych większych dolin. Większość Szwajcarów zamieszkuje na Wyżynie Szwajcarskiej, gdzie znajdują się największe miasta, jak np. Genewa, Zürich czy Berno.

### Wyżyna Szwajcarska
Wyżyna Szwajcarska (fr. Plateau suisse, niem. Schweizer Mitteland) rozciąga się od Jeziora Genewskiego, na granicy z Francją, aż do Jeziora Bodeńskiego na granicy z Austrią i Niemcami. Średnia wysokość terenu wynosi tu 580 m. Cała wyżyna pokryta jest wzgórzami, małymi jeziorami i rzekami. Znajdują się tu także największe jeziora Szwajcarii: Jezioro Genewskie (581,3 km²) i Jezioro Bodeńskie (541,1 km²), chociaż nie leżą w całości w granicach Szwajcarii. Największym jeziorem całkowicie leżącym w Szwajcarii jest jezioro Neuchâtel (218,3 km²).
Wyżyna Szwajcarska poprzecinana jest dolinami rzek, takich jak Rodan, Ren, Aare i Thur. Doliny Rodanu i Renu oddzielone są od pozostałych rzek przez Berner Oberland i Alpy Glarneńskie. Wszystkie te rzeki mają swoje źródła w Alpach i spływają po ich północnych stokach. W pobliżu Schaffhausen na Renie znajdują się wodospady Rheinfall. Mają one 150 m szerokości i 25 m wysokości, co czyni je największymi w Europie.
Wyżyna zajmuje jedną trzecią powierzchni Szwajcarii, mieszka tu też około 60% populacji kraju. Średnia gęstość zaludnienia wynosi około 450 osób na km². W pobliżu Jeziora Genewskiego, Jeziora Zuryskiego i większych miast gęstość zaludnienia przekracza 1000 osób na km². Znajduje się tu także większość zakładów przemysłowych.

### Alpy
Szwajcarskie Alpy są częścią łańcucha oddzielającego Europę Północną od Morza Śródziemnego. W Szwajcarii znajduje się kilka ważnych przełęczy łączących północ z południem. Średnia wysokość Alp wynosi tutaj 1700 m n.p.m. Zajmują one także około 2/3 powierzchni kraju. W Szwajcarii znajduje się 48 szczytów liczących co najmniej 4000 m n.p.m.
W Alpach znajdują się źródła większości dużych rzek Europy Zachodniej. Ren i jego dorzecza Aare i Thur zasilają Morze Północne. Rodan i Ticino wpadają do Morza Śródziemnego. Rzeka Inn, która zasila Dunaj, wraz z nim uchodzi do Morza Czarnego. W tutejszych Alpach znajduje się też wiele lodowców (około 1800). Zajmują one powierzchnię 1200 km².
Alpy są głównym rejonem turystycznym kraju. Najwyższym szczytem Szwajcarii jest Dufourspitze, który osiąga 4634 m i leży w Alpach Pennińskich, w kantonie Valais. Jednak jednym z symboli kraju jest inny alpejski szczyt – Matterhorn, osiągający 4478 m, leżący także w Alpach Pennińskich. Najwyższym szczytem północnej części Alp szwajcarskich jest Finsteraarhorn (4274 m) w Alpach Berneńskich.
Na południu kraju leży kanton Ticino, który jest podzielony geograficznie na dwie części przez przełęcz Monte Ceneri. Północna część jest bardziej górzysta i nosi nazwę Sopraceneri. Składa się ona z dwóch dolin wokół jeziora Maggiore: doliny Ticino i Maggia. Południowa część nazywana Sottoceneri to rejon wokół jeziora Lugano. Jezioro Maggiore jest najniżej położonym punktem Szwajcarii – 177 m n.p.m.

### Jura
Jura to wapienne pasmo górskie rozciągające się od jeziora Genewskiego do doliny Renu. Zajmuje około 12% powierzchni Szwajcarii. Skały tworzące to pasmo powstały w okresie jury i obfitują w ślady dinozaurów oraz skamieliny. Od tego pasma pochodzi nazwa drugiego okresu ery mezozoicznej. Góry te są uważane za jedno z najważniejszych stanowisk zawierających ślady dinozaurów. W okolicach miejscowości Courtedoux między 2002 a 2004 r. odkryto 1500 śladów dinozaurów. Szacuje się, że jeszcze około 4000 czeka na odkrycie.
Pasmo to wciąż jest wypiętrzane w górę i jednocześnie zwęża się. Jest to wynikiem tych samych procesów, które stworzyły i wciąż tworzą Alpy, czyli orogenezy alpejskiej.
Geologicznie pasmo to składa się z warstw, które są dobrze widoczne w miejscu uskoków wypiętrzeniowych, jak np. Creux du Van. Warstwy te składają się z trzech głównych oddziałów: malmu, doggeru i liasu.
Najwyższy szczyt pasma to Crêt de la Neige, który osiąga wysokość 1720 m i leży we Francji. Najwyższym szczytem Jury położonym w Szwajcarii jest Mont Tendre, który mierzy 1679 m n.p.m.

## Hydrografia
Terytorium Szwajcarii należy do zlewisk 4 mórz: Północnego, Śródziemnego, Czarnego i Adriatyckiego; większa część powierzchni kraju jest odwadniana przez Ren (dł. w granicach Szwajcarii – 375 km, częściowo wyznacza granicę z Austrią) z dopływami Aare i Thur oraz Rodan (dł. w granicach Szwajcarii – 264 km). We wschodniej części płynie Inn (dopływ Dunaju), w południowej – Ticino (dopływ Padu). Rzeki Szwajcarii mają bardzo duże zasoby hydroenergetyczne.
Liczne są w Szwajcarii jeziora, których łącznie jest około 1 500, z czego 77 ma powierzchnię większą niż 10 ha. Największe są jeziora graniczne. Jeziora Szwajcarii są pochodzenia polodowcowego.
W Szwajcarii znajduje się 6% europejskich zapasów czystej wody. Źródła mają tu między innymi: Ren, Aare, Rodan, Inn i Ticino. W państwie tym znajdują się też znaczne zapasy wód gruntowych oraz wiele naturalnych (np. Jezioro Genewskie) i sztucznych (np. Sihlsee) jezior. Jeziora i inne zbiorniki wodne zawierają 50% szwajcarskich zapasów wody, lodowce 28%, wody gruntowe 20%, a rzeki 2%.

### Jeziora
Poniższa lista zawiera ważniejsze jeziora Szwajcarii o powierzchni powyżej 10 km² (w nawiasach podano nazwy oryginalne):
| Jezioro                                                 | Powierzchnia (km²) | Wysokość lustra (m n.p.m.) | Głębokość maksymalna (m) | Objętość jeziora (km³) |
| ------------------------------------------------------- | ------------------ | -------------------------- | ------------------------ | ---------------------- |
| Jezioro Genewskie (Lac Léman, Lac de Genève, Genfersee) | 580,03             | 372,0                      | 310                      | 89,0                   |
| Jezioro Bodeńskie (Bodensee)                            | 536,0              | 395,6                      | 254                      | 48,0                   |
| Neuchâtel (Lac de Neuchâtel, Neuenburgersee)            | 215,2              | 429,4                      | 153                      | 14,0                   |
| Maggiore (Lago Maggiore, Langensee, Verbano)            | 210,18             | 193,0                      | 372                      | 37,0                   |
| Jezioro Czterech Kantonów (Vierwaldstättersee)          | 113,72             | 433,6                      | 214                      | 11,9                   |
| Jezioro Zuryskie (Zürichsee)                            | 88,17              | 405,9                      | 136                      | 3,9                    |
| Lugano (Lago di Lugano, Luganersee, Ceresio)            | 48,67              | 270,5                      | 288                      | 6,6                    |
| Thun (Thunersee)                                        | 47,74              | 557,7                      | 215                      | 6,5                    |
| Bielersee (Lac de Bienne)                               | 39,51              | 429,1                      | 74                       | 1,2                    |
| Zug (Zugersee, Lac de Zoug)                             | 38,41              | 413,6                      | 198                      | 3,2                    |
| Brienz (Brienzersee)                                    | 29,81              | 563,7                      | 260                      | 5,2                    |
| Walensee                                                | 24,16              | 419,0                      | 150                      | 2,5                    |
| Murtensee (Lac de Morat)                                | 22,8               | 429,2                      | 46                       | 0,6                    |
| Sempachersee                                            | 14,36              | 503,8                      | 87                       | 0,66                   |
| Hallwilersee                                            | 10,21              | 448,7                      | 47                       | 0,215                  |

## Klimat

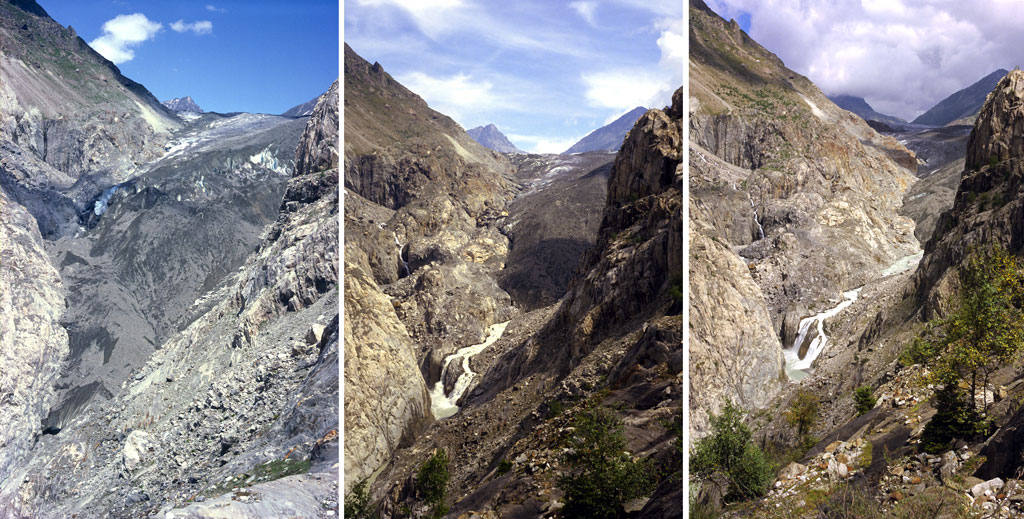
Cofanie się lodowca Aletsch (lata 1979, 1991 i 2002)

Warunki pogodowe na Wyżynie Szwajcarskiej są z reguły umiarkowane. Temperatury poniżej zera występują tu między grudniem a marcem. Średnia temperatura wynosi tutaj 9 °C na wysokości około 500 m. Średnia wysokość opadów na Wyżynie wynosi 1000 mm. W górach Jura i Alpach na wyżej położonych terenach panują niższe temperatury, a w Alpach także występują lodowce. Na terenach tych występuje także większa ilość opadów, między 1200 a 1600 mm. W wyższych partiach Alp ilość opadów może wynieść nawet 2500 mm. Leżący na południu kanton Ticino posiada subtropikalną roślinność, a temperatura jest średnio o około 2–4 °C wyższa.
Według klasyfikacji klimatów Köppena na Wyżynie Szwajcarskiej panuje klimat morski umiarkowany lub oceaniczny, a Alpy zaklasyfikowane zostały jako klimat alpejski albo tundra. W klimacie morskim umiarkowanym lata są chłodne, a zimy łagodne. W górach Jura klimat jest trochę chłodniejszy. W Alpach temperatura maleje, a ilość opadów śniegu rośnie wraz ze wzrostem wysokości.
| Place                      | Wysokość stacji meteorologicznej(m) | Roczna średnia opadów (mm) | Średnia ilość słońca w sierpniu(%) | Średnia ilość słońca w grudniu (%) | Średnia maksymalna temperatura w lipcu (°C) | Średnia maksymalna temperatura w styczniu (°C) |
| -------------------------- | ----------------------------------- | -------------------------- | ---------------------------------- | ---------------------------------- | ------------------------------------------- | ---------------------------------------------- |
| La Chaux-de-Fonds (Jura)   | 1018                                | 1410                       | 40                                 | 40                                 | +19,6                                       | -6,4                                           |
| Berno (Wyżyna Szwajcarska) | 565                                 | 1040                       | 50                                 | 20                                 | +23,5                                       | -3,9                                           |
| Sion (Valais)              | 482                                 | 600                        | 60                                 | 50                                 | +25,7                                       | -4,8                                           |
| Säntis (Prealpy)           | 2490                                | 2900                       | 55                                 | 30                                 | +7,5                                        | -10,3                                          |
| Locarno-Monti (Ticino)     | 366                                 | 1850                       | 60                                 | 60                                 | +25,9                                       | +0,1                                           |

Różnice klimatyczne (okres między 1961 a 1990)

## Gleby
Gleby Szwajcarii są mało żyzne, przeważają kamieniste gleby górskie, a w wyższych partiach Alp – rankery. W Jurze występują kamieniste rędziny, zaś na Wyżynie Szwajcarskiej tereny pokrywają kwaśne gleby brunatne.

## Flora
Szwajcaria leży w europejskiej strefie lasów mieszanych, gdzie ze względu na ukształtowanie powierzchni występuje piętrowy układ roślinności. Lasy pokrywają ok. 1,3 mln ha, co stanowi obecnie (2022) ok. 32% powierzchni kraju. W ciągu ostatnich 30 lat powierzchnia lasów w Szwajcarii zwiększyła się o ok. 1300 km2, czyli o 11%. Lesistość poszczególnych regionów wyraźnie się różni. O ile w Jurze lasy zajmują 41%, a w pasie subalpejskim 35%, o tyle na rozdzielającym je szwajcarskim Plateau tylko 24%. Centralne Alpy są pokryte lasami w 28%, a południowe aż w 54%.
Tereny podgórskie do wysokości 1 200- 1250 m n.p.m. pokrywają lasy mieszane z przewagą gatunków liściastych. W lasach tych rosną buki, dęby, wiązy, a z iglastych – jodły. Ponad wysokość 1 200 m las zmienia się w iglasty, do wysokości 1900 m n.p.m. rosną lasy świerkowe z udziałem modrzewia i limby oraz sosny. Lasy te przechodzą w zarośla różanecznika i kosodrzewiny, powyżej 2 200 m tereny pokrywają hale alpejskie. Najwyższe partie Alp zajmuje piętro turni, w którym oprócz nielicznych gatunków roślin kwiatowych występują mchy i porosty.
W lasach Szwajcarii zidentyfikowano 143 gatunki drzew. Wśród gatunków dominujących znajdują się świerk pospolity, jodła pospolita, sosna pospolita, sosna pinia, modrzew europejski, buk zwyczajny, jawor, jesion wyniosły i kilka gatunków dębów. Gatunki iglaste stanowią 67% drzewostanów, a dominuje wśród nich świerk (37%). Spośród gatunków liściastych najliczniej występuje buk. W Szwajcarii dominują obecnie lasy mieszane, stanowiące aż 82% areału leśnego. Ponad 92% obszarów leśnych w tym kraju stanowią aktualnie naturalne odnowienia (jeden z najwyższych wskaźników w całej Europie). Zasoby drewna na pniu są szacowane na 422 mln m³ (352 m³/ha).

## Fauna
Fauna typowa dla europejskich lasów mieszanych i górskich. W lasach mieszanych żyją sarny, dziki, jelenie, borsuki, kuny, wiewiórki. Na polach i łąkach spotyka się zające szaraki, lisy pospolite, wiele gatunków gryzoni. W piętrze subalpejskim i alpejskim bytują zwierzęta górskie, do których należą kozice, świstaki i koziorożce alpejskie, zające bielaki. W górach można spotkać takie duże drapieżniki jak: reintrodukowany ryś, żbik czy wilk, który niedawno wrócił do Szwajcarii. W Szwajcarii introdukowano też bobra europejskiego, którego populacja jest coraz liczniejsza. Występuje tam też blisko 30 gatunków nietoperzy. Skład gatunkowy ptaków jest podobny jak w innych rejonach środkowej Europy. Jeziora i rzeki obfitują w ryby.

## Środowisko
Większość terenu Szwajcarii stanowią delikatne środowiska alpejskie i lodowcowe. Postępujące uprzemysłowienie kraju zrodziło pewne problemy.

### Powietrze
Głównym problemem środowiskowym w Szwajcarii jest zanieczyszczenie powietrza spowodowane emisją spalin, jak również kwaśny deszcz . W 2004 r. średnia ilość emisji CO2 na 1 mieszkańca wyniosła 6 t, a w 2005 r. 6,2 t. Daje to Szwajcarii 31.–33. miejsce z 45 krajów umieszczonych na liście Milenijnych Celów Rozwoju krajów rozwiniętych oraz 69. miejsce na świecie. Szwajcaria zamierza w 2010 r. zmniejszyć emisję gazów cieplarnianych o około 10% w stosunku ilości emitowanej w 1990 r.
Według danych z 2005 r. populacja Szwajcarii zużywa 3,76 tony oleju ekwiwalentnego na osobę rocznie, z czego 43,7% to ropa naftowa, a 19% energia jądrowa.

### Woda
Zanieczyszczenia wody w Szwajcarii wiążą się ze wzmożonym używaniem środków użyźniających, a także skażeniem węglowodorami z transportu przemysłowego . Obecnie sytuacja się poprawia, jednak wciąż dochodzi do eutrofizacji w zbiornikach wodnych na Wyżynie Szwajcarskiej.
Całkowita ilość zasobów wodnych kraju od 2005 r. wynosi 53,3 km³ . Z tej ilości zużycie świeżej wody wynosi 2,5 km³ rocznie. W przeliczeniu na jedną osobę wartość ta wynosi 348 m³ rocznie. 24% tej wody trafia do gospodarstw domowych, 74% do przemysłu, a tylko 2% do rolnictwa .

### Bioróżnorodność
Bioróżnorodność środowiska Szwajcarii maleje . Chociaż kraj jest dość mały, to jednak różnorodność klimatu pozwala na rozwój różnym organizmom. W Szwajcarii żyje 50 000 gatunków zwierząt i roślin. Gatunki alpejskie mają się stosunkowo dobrze, jednak na Wyżynie Szwajcarskiej liczba gatunków maleje. Rozwój miast i terenów rolniczych niszczy siedliska wielu gatunków. Obecnie około 60 szwajcarskich gatunków uważa się za zagrożone. By przeciwdziałać temu negatywnemu zjawisku, 28,6% powierzchni kraju jest objęta ochroną.

## Szwajcarskie obiekty światowego dziedzictwa UNESCO

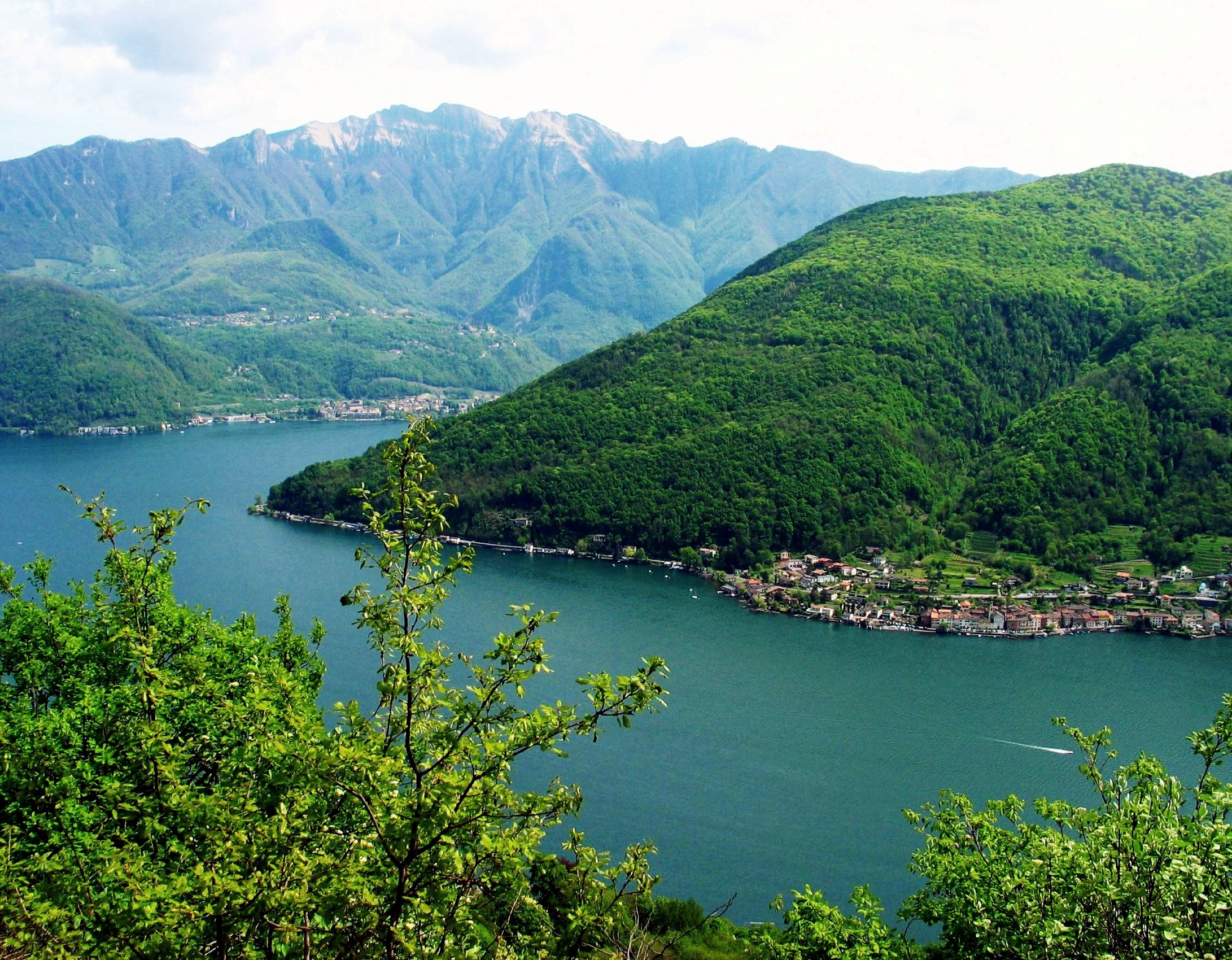
Monte San Giorgio
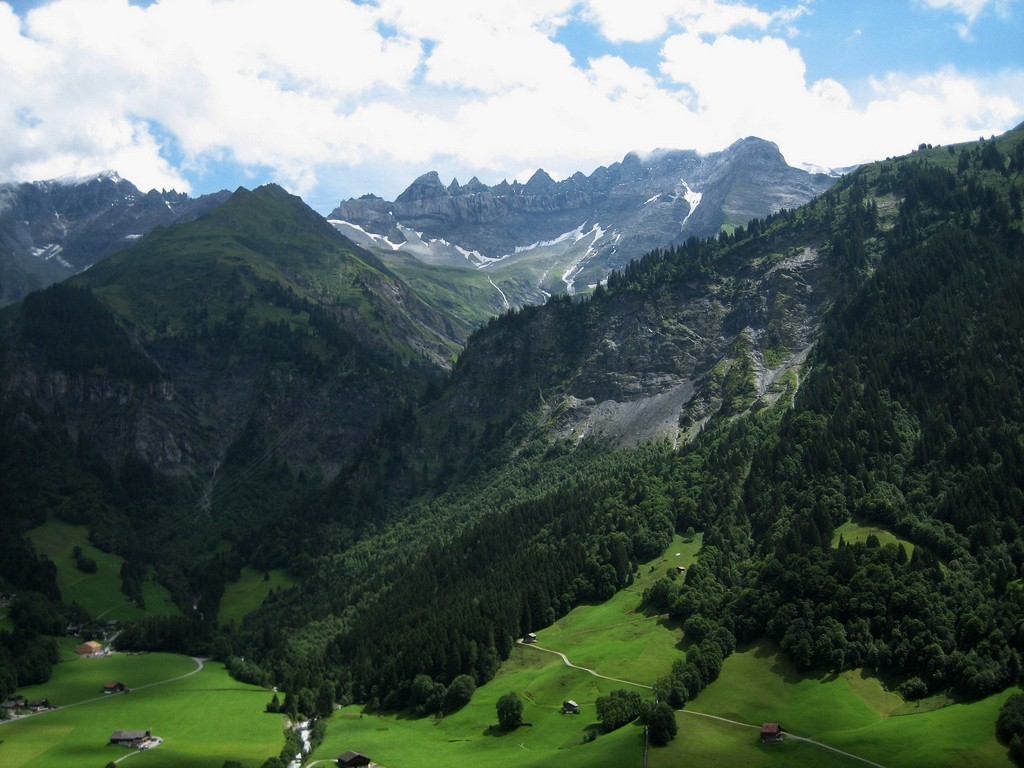
Szwajcarska arena tektoniczna Sardona
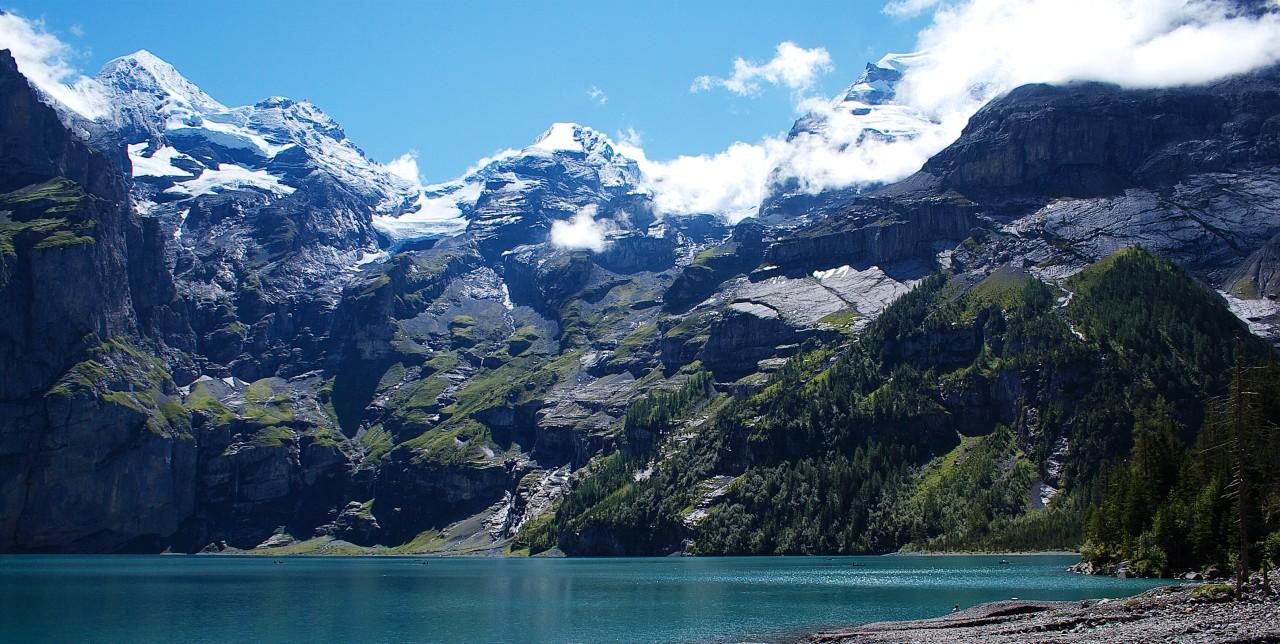
Jezioro Oeschinensee
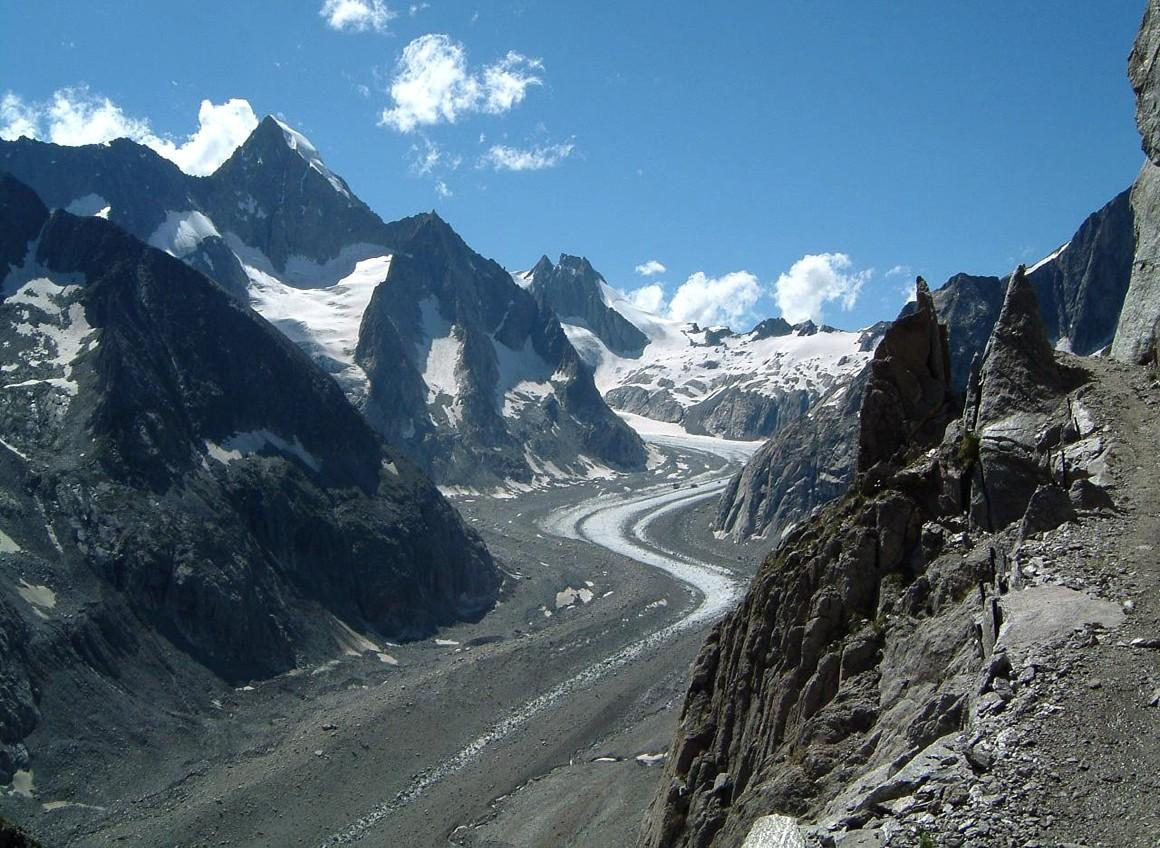
Oberaletschgletscher
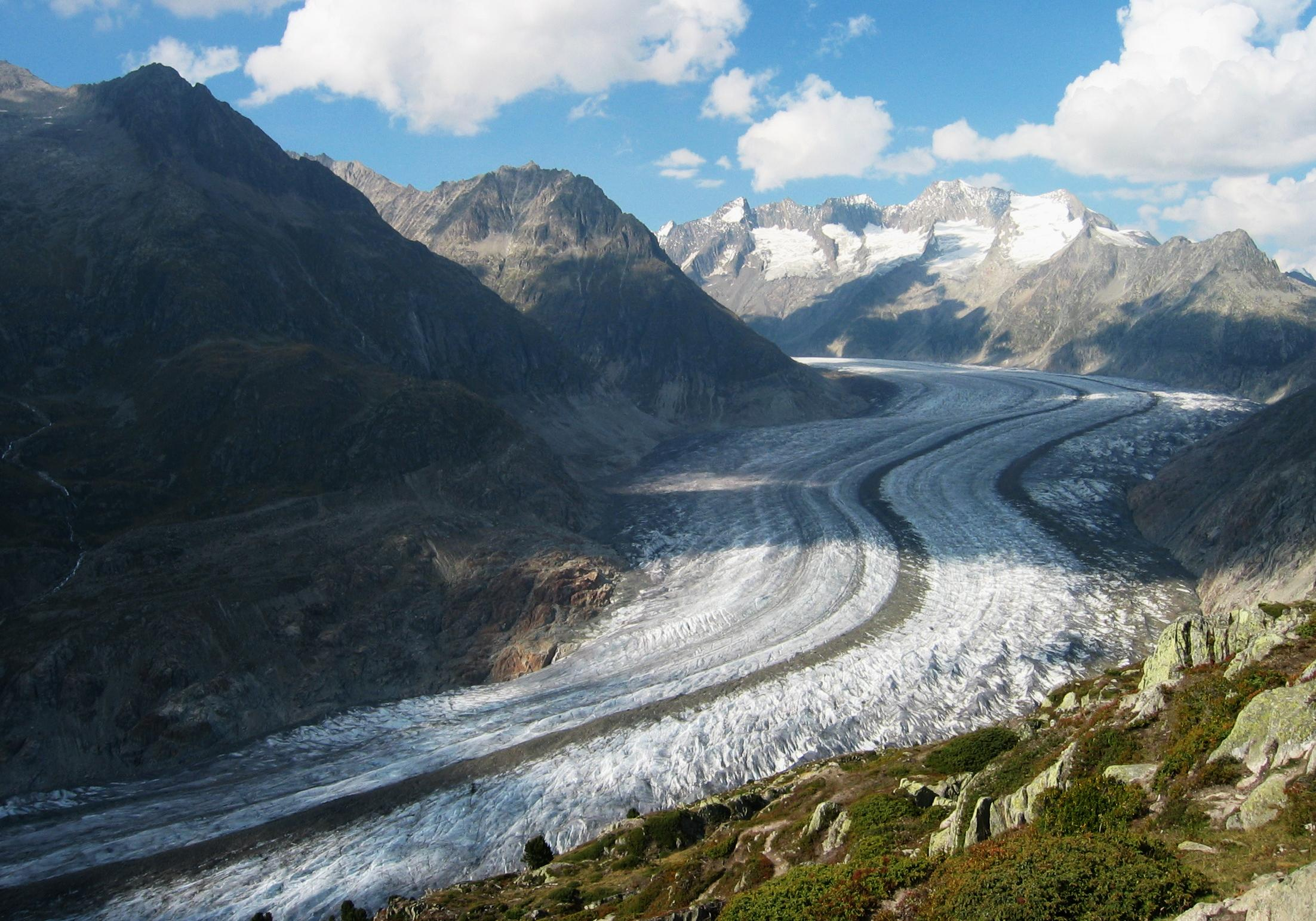
Aletschgletscher
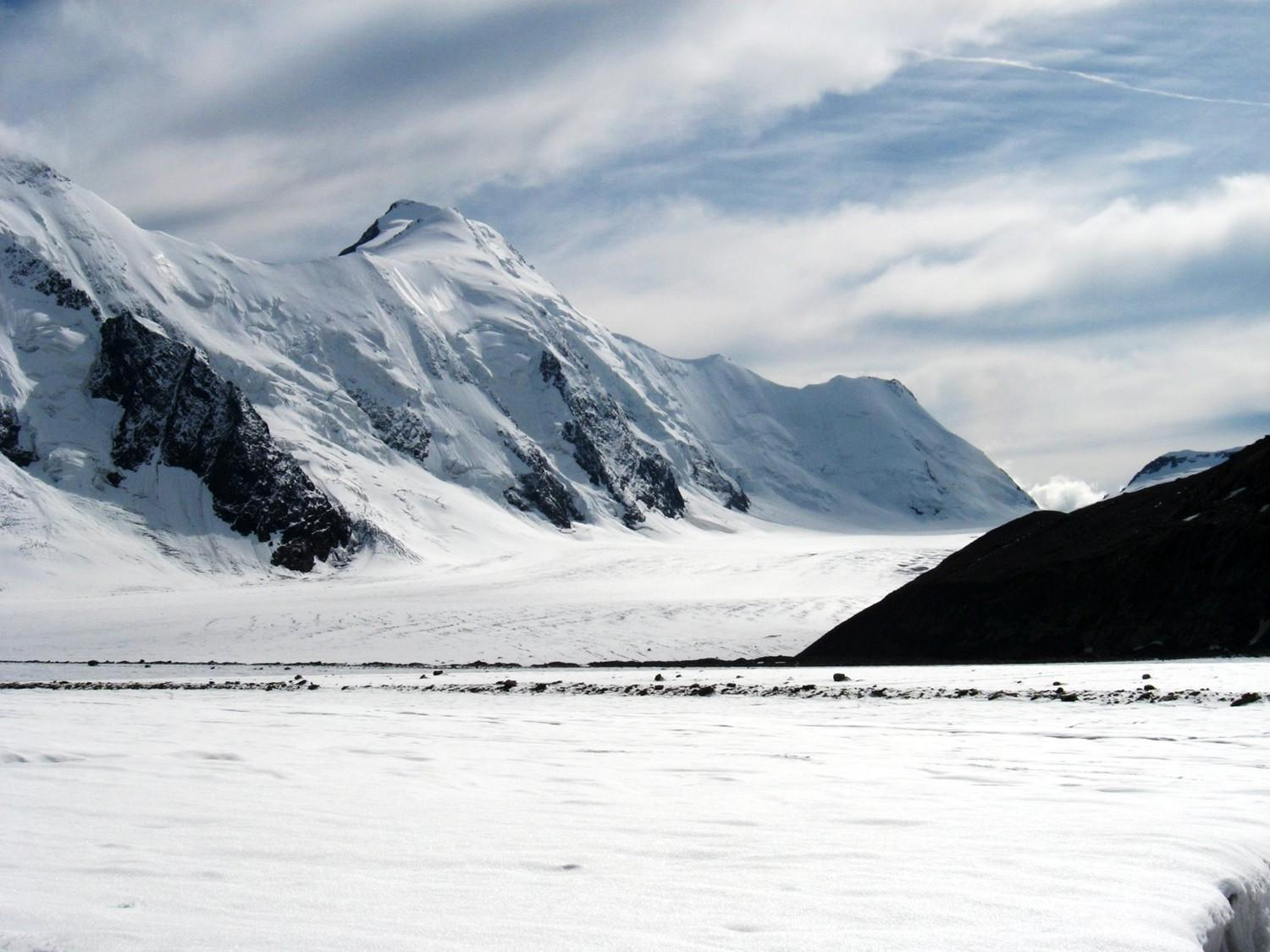
Konkordiaplatz
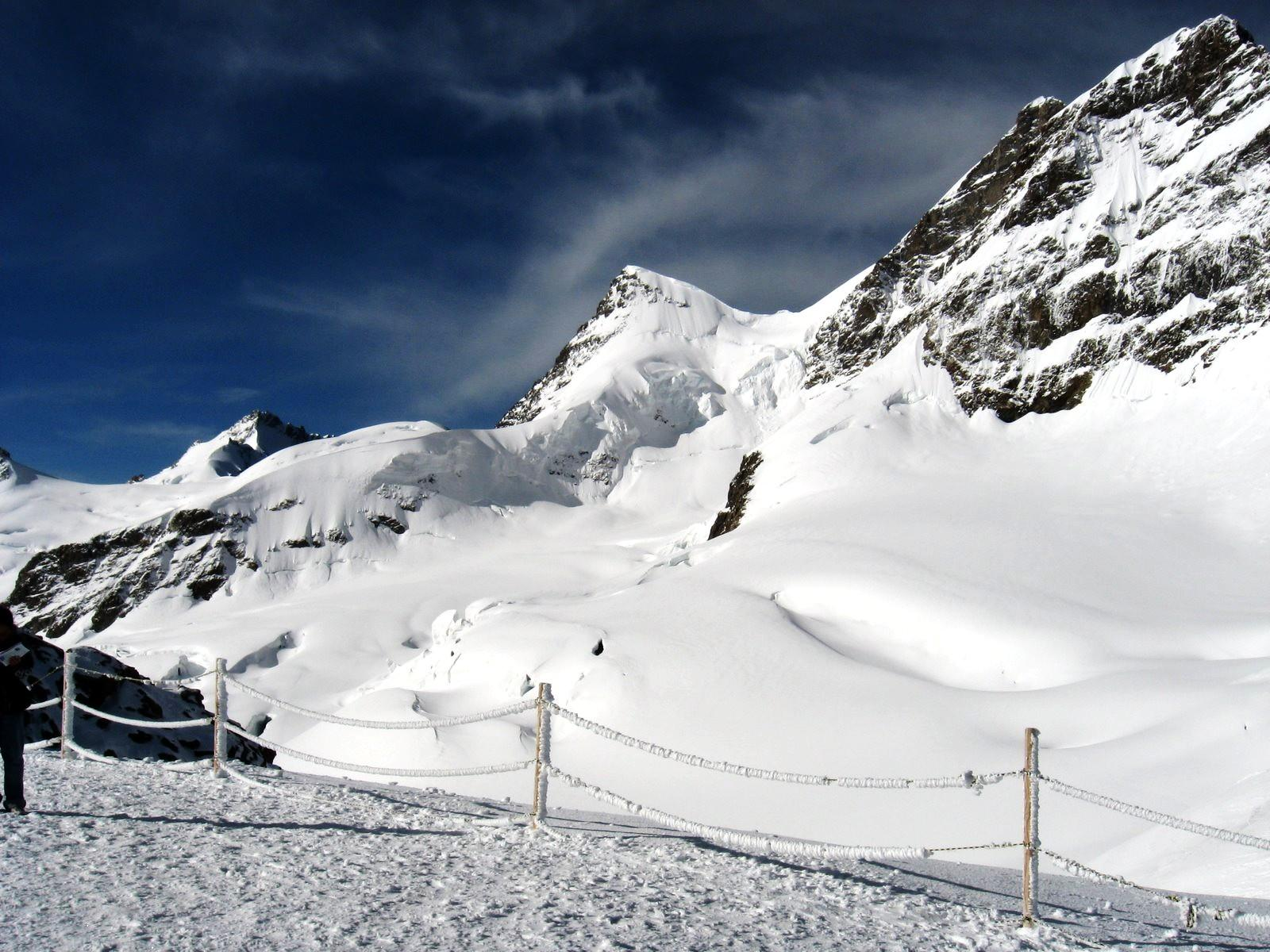
Jungfraujoch
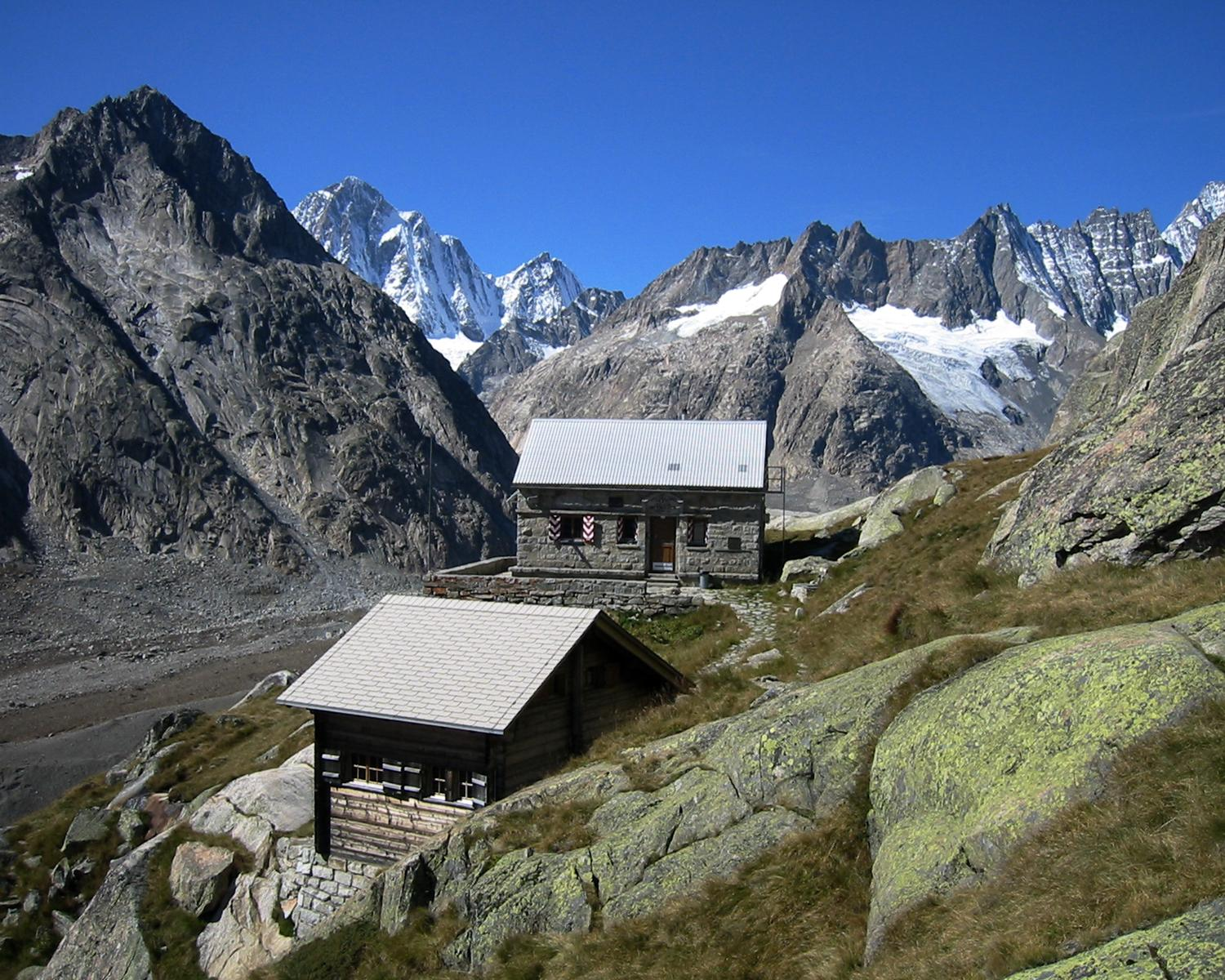
Unteraargletscher